# Wernickeova encefalopatie
Wernickeova encefalopatie se projevuje klasickou trias příznaků:
- zmateností
- okohybnou poruchou
- mozečkovou ataxií s dysartrií

Magnetická rezonance nachází symetrické léze thalamu, corpora mamillaria, v tektu a v periakveduktální šedi.
Příčinou Wernickeovy encefalopatie je nedostatek thiaminu při malnutrici, často u osob závislých na alkoholu. U alkoholiků může dojít k dekompenzaci latentní hypovitaminózy B1 a k rozvoji Wernickeovy encefalopatie po podání infuze s glukózou bez přidání thiaminu. Jde o akutní stav, který má bez léčby vysokou mortalitu a morbiditu.
Vedle alkoholismu jsou možnými příčinami opakované zvracení, chronická jaterní a gastrointestinální onemocnění nebo bariatrická chirurgie v léčbě obezity.